# Pieczęć gminy Brudzew
Pieczęć gminy Brudzew ma kształt koła, na którym widnieje napis GMINA BRUDZEW, rozdzielony asteryskami. Wewnątrz znajduje się drugie koło, w którym widnieje identyczny z tym zawartym w herbie gminy krzyż kawalerski (maltański) i widoczne cztery kule umieszczone na ramionach owego krzyża.
Uchwałę Rady Gminy Brudzew w sprawie ustanowienia herbu, a także flagi i pieczęci gminy podjęto 10 listopada 2004 roku.

## Historia
Najstarsza pieczęć wraz z wizerunkiem herbu Brudzewa pochodzi z 1620 roku. W tymże roku powstał tłok pieczętny, który poprzez tekst legendy otokowej i przez jej ikonografię informował o dysponencie prawnym tego instrumentu. Litery legendy otokowej pieczęci układały się w łaciński napis SIGULLUM CIVITATIS BRVDZEWIE. Ponadto w polu pieczęci umieszczony został element identyfikacji chronologicznej, tj. data 1620, określający czas wykonania tłoka pieczętnego.
Stylizacja owego tłoka jest typowa dla wczesnego baroku. Ikonografię pieczęci stanowiła tarczas herbowa renesansowa, wycinana kartuszowo. Jej pole wypełnione zostało krzyżem kawalerskim. Tym tłokiem władze miejskie posługiwały się aż do końca okresu staropolskiego.